# Гуанахуато (штат)
Ґуанахуа́то (ісп. Guanajuato ісп. вимова: [gwanaˈxwato] ( прослухати); науатль Guanajuato), офіційно Вільний і суверенний штат Гуанахуато (ісп. Estado Libre y Soberano de Guanajuato) — штат в центрі Мексиканської Республіки.

## Географія
Межує на заході зі штатом Халіско, на півдні за штатами Сакатекас і Сан-Луїс-Потосі, на сході — Керетаро і на півночі Мічоакан. Столицею штату є однойменне місто Ґуанахуато, ця назва означає «місце жаб» мовою тараска, що вірять в те, що жаба представляє бога мудрості. Відома скельна формація біля міста Гуанахуато також виглядає як жаба, а назва «Las Ranas» — «жаби» — часто використовується для посилання на мешканців штату.

## Персоналії
У цьому штаті народились колишній президент Мексики Вісенте Фокс Кесада, художник Дієго Рівера і співак Хосе Альфредо Хіменес.

## Історія

### Період нестабільності (1824—1877)

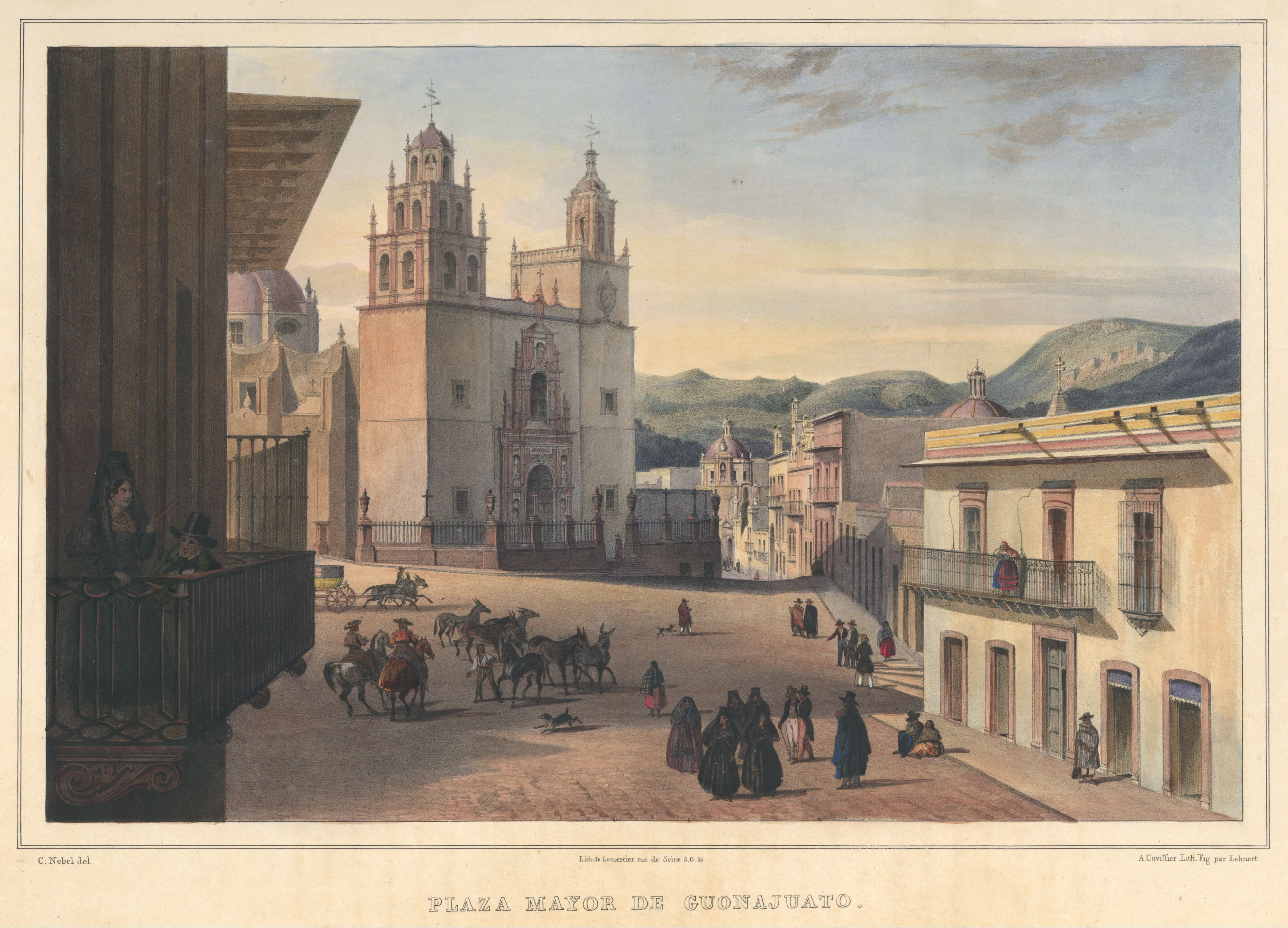
Вигляд головної площі в місті Ґуанахуато. Художник Карл Небель (1837)

8 липня 1821 року військові командири Луїс де Кортазар та Анастасіо Бустаманте об'єднали свої сили із Агустіном де Ітурбіде і взяли місто  Ґуанахуато, оголосивши штат незалежним від іспанської окупації. У 1824 році конституційний конгрес Мексики офіційно проголосив штат Мексика Ґуанахуато незалежним.
Після закінчення війни за незалежність в штаті Ґуанахуато почалися часи нестабільності, які продовжувалися протягом усього XIX ст. У 1826 році була прийнята перша Конституція штату Ґуанахуато. Як і інші штати, Ґуанахуато також опинився в центрі тривалої боротьби між лібералами та консерваторами та водночас потерпав від іноземних вторгнень. Під час панування лібералів Ґуанахуато отримував статус штату, під час консерваторських нападів — отримував статус департаменту. Під час ліберального керування у штаті були побудовані освітні заклади, такі як інститут Колегіо-де-ла-Сантісіма-Тринідад та коледж Пурісіма-Консепсіон. У 1847 році 6000-на армія на чолі із генералом Ґабріелем Валенсія почали збройну боротьбу в штаті проти вторгнення США до Мексики. У 1848 році, всупереч договору Ґвадалупе Хідальго, генерали Маріан Паредез та Мануель Добладо разом зі священиком Келедоніо Домеко-де-Джараута намагалися захопили Мехіко, але вони були розбиті і відступили, а Домеко був розстріляний. У 1855 році консерватор Мануїл Добладо за підтримки губернатора Ґуанахуато змусив Хуана Альвареса залишити президентський пост, повернувши таким чином владу  Антоніо Лопезу де Санта-Анні. У 1858 р. президент Беніто Хуарес перемістився разом з урядом із Мехіко до міста Ґуанахуато. На початку війни за реформи уряд декілька разів переміщувався до штату Коліми (місто Манзанілло) та до Веракрузу. Протягом цього трирічного періоду країна переходила то під владу  лібералів, то консерваторів. У 1863 році французи захопили місто Ґуанахуато. Фактично контроль над штатом здійснював призначений Максиміліаном І губернатор Флоренціо Антіллон, який залишався губернатором штату до 1877 року.

### Часи реформації

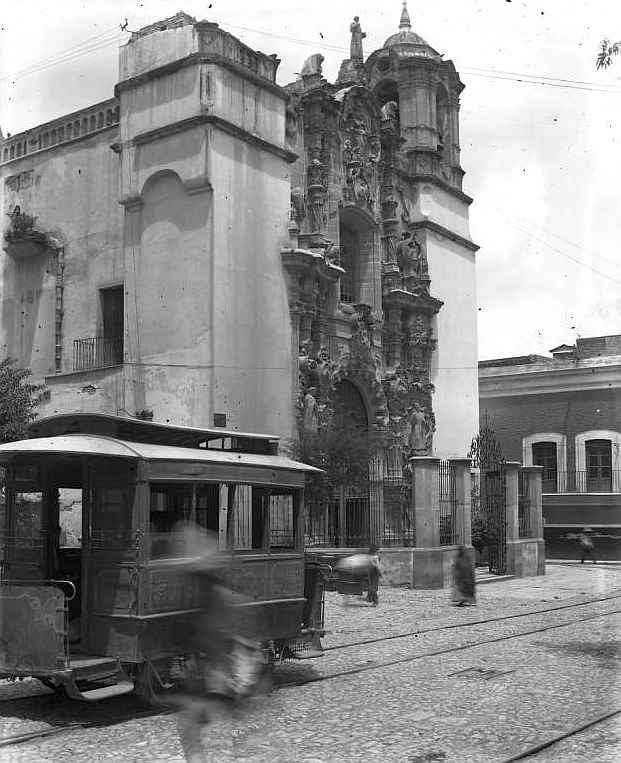
Трамвайна лінія біля церкви Сан-Дієго у Ґуанахуато (1907)

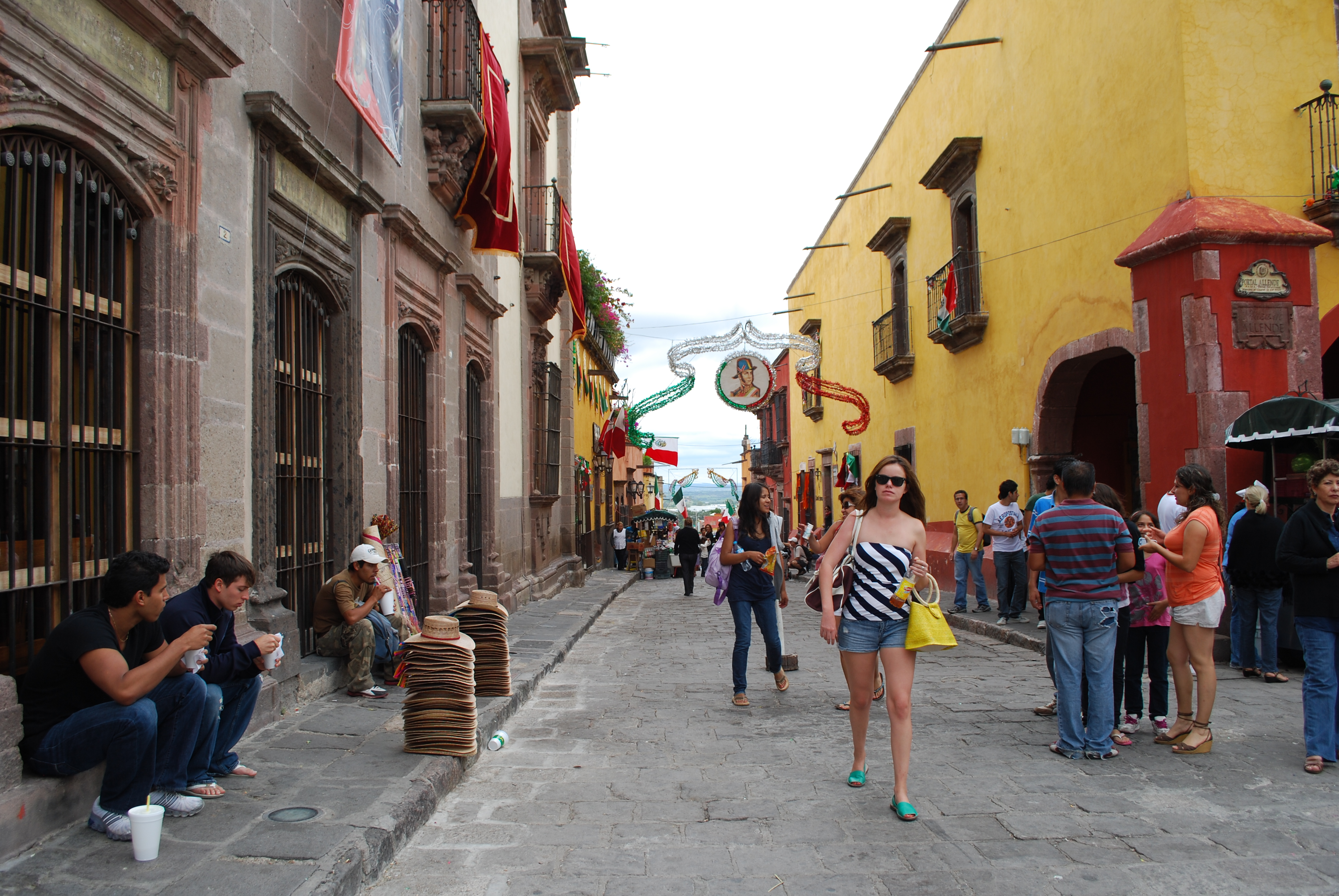
Ідальго-стріт у Сан-Мігеля-де-Альєнде

Наприкінці XIX ст. за часів керування державою Порфіріо Діаса, почала розвиватися система інфраструктур. Діас поставив губернатором штату Франціско Мена. Під час його правління почала будуватися залізнична лінія. В таких містах як Леон, Сальватієра, Селайя та Сан-Франциско-дель-Рінкон почався зріст індустріалізації — на фабриках цих міст виготовляли взуття, шапки, текстиль. Вирощування зернових культур досягли свого піку, за що Ґуанахуато почали називати «житницею країни». Незважаючи на те, що рабство офіційно скасувалося під час війни за незалежність, більшість робітників на фермах та шахтах отримували мізерну платню, а в деяких випадках взагалі не отримували. Все ж особливих дій під час мексиканської революції у штаті не відбувалося, хоча безліч добровольців штату брали участь на боці революційних сил. У 1915 році в Селайі відбулася битва за владу поміж силами Альваро Обрегона та Франціско Вілья. По закінченню революції великі земельні володіння були розділені на едідоси (землі в загальному користуванні), які роздавалися селянам. Обурені фермери часто піднімалися на бунт.
Розподіл церковних земель привів до війни Крістеро. Містами найбільших сутичок були Леон та Пен'ямо, хоча сутички відбувалися і в інших районах. У 1936 році в Леоні відбулося повстання, яке організувала група Сінаркустів. Проте в більшій частині штату зберігався мир, що дозволило економіці відновитися. Особливо це стосувалося сільськогосподарського сектора. В Ірапуато вирощування зернових, кукурудзи, сорго, люцерни, полуниці приносило великі прибутки не лише штату, але й державі. Також місцеві мешканці займалися молочними породами кіз. Цукерки кайєта, зроблені з козячого молока, відомі і поза межами штату. На сьогодні місто Баджіо є одним із основних районів по вирощуванню зерна в Мексиці. Більше як 400 років на рудниках Ґуанахуато добувають золото та срібло. За весь період видобутку на найбільшій жилі світу Вета-Мадре оброблено 33 тис. т срібла і бл. 135 т золота. Також відомі і інші рудні мінерали, такі як пірит, аргентит, хлораргірит, акантит, агвіларит, науманніт, самородне золото, електрум, халькопірит, галеніт, сфалерит, кварц, кальцит, адуляр.
У 80-х роках міста Ґуанахуато та Сан-Міґель-де-Альенде були визнані об'єктами всесвітньої спадщини ЮНЕСКО.
Святкування 200-ліття незалежності Мексики було одним з найважливіших подій у штаті в XXI ст. В країні було прокладено маршрут по історичних місцях пов'язаних із Мігелем Ідальго, у штаті відбувся марафон на його честь від Сан-Мігеля-де-Альєнде до Долореса-Ідальго. У межах заходу 17-20 листопада 2010 року штат спонсорував виставку «Expo Bicentenario», яка розмістилася і поза межами столиці. На виставці демонструвалася мексиканська культурна спадщина, історія, традиції та звичаї. Також поруч розміщувалися павільйони країн Латинської Америки, які також відзначали своє 200-річчя приблизно в той же час. Закінчилося свято гігантським мексиканським прапором випущеним в небо, що летів разом з історичними прапорами штатів, включно зі стягом із зображенням Богородиці Гваделупської, який слугував повстанським прапором Мігелю Ідальго і став прапором штату. 